# Треуголка (роман)
Треуголка (исп. El sombrero de tres picos) — рассказ, написанный Педро Антонио де Аларконом в 1874 году. Произведение следует классифицировать как короткий рассказ, который содержит народные традиции с линейным сюжетом. Произведение часто сравнивают с романом Мигеля де Сервантеса «Дон Кихот».
По мотивам данного рассказа был поставлен балет «Треуголка» Мануэля де Фальи.

### Адаптации
- Музыкальная комедия Говарда Дитца и Артура Шварца под названием «Месть с музыкой» (1934)[5]
- Опера Риккардо Дзандонаи под названием La Farsa Amorosa (1933)[6]
- Опера Хьюго Вольфа под названием «Коррегидор».[7] Музыкальная комедия, поставленная Бобом Биром и Янгом Смитом, представленная в театре Main Street в Хьюстоне в 2002 году.